# Caio Cássio Longino
Caio Cássio Longino, em latim Gaius Cassius Longinus (antes de 85 a.C. — outubro de 42 a.C.) foi um senador romano e o principal agente na conspiração contra Júlio César, e o cunhado de Marco Júnio Bruto.

## Início de carreira

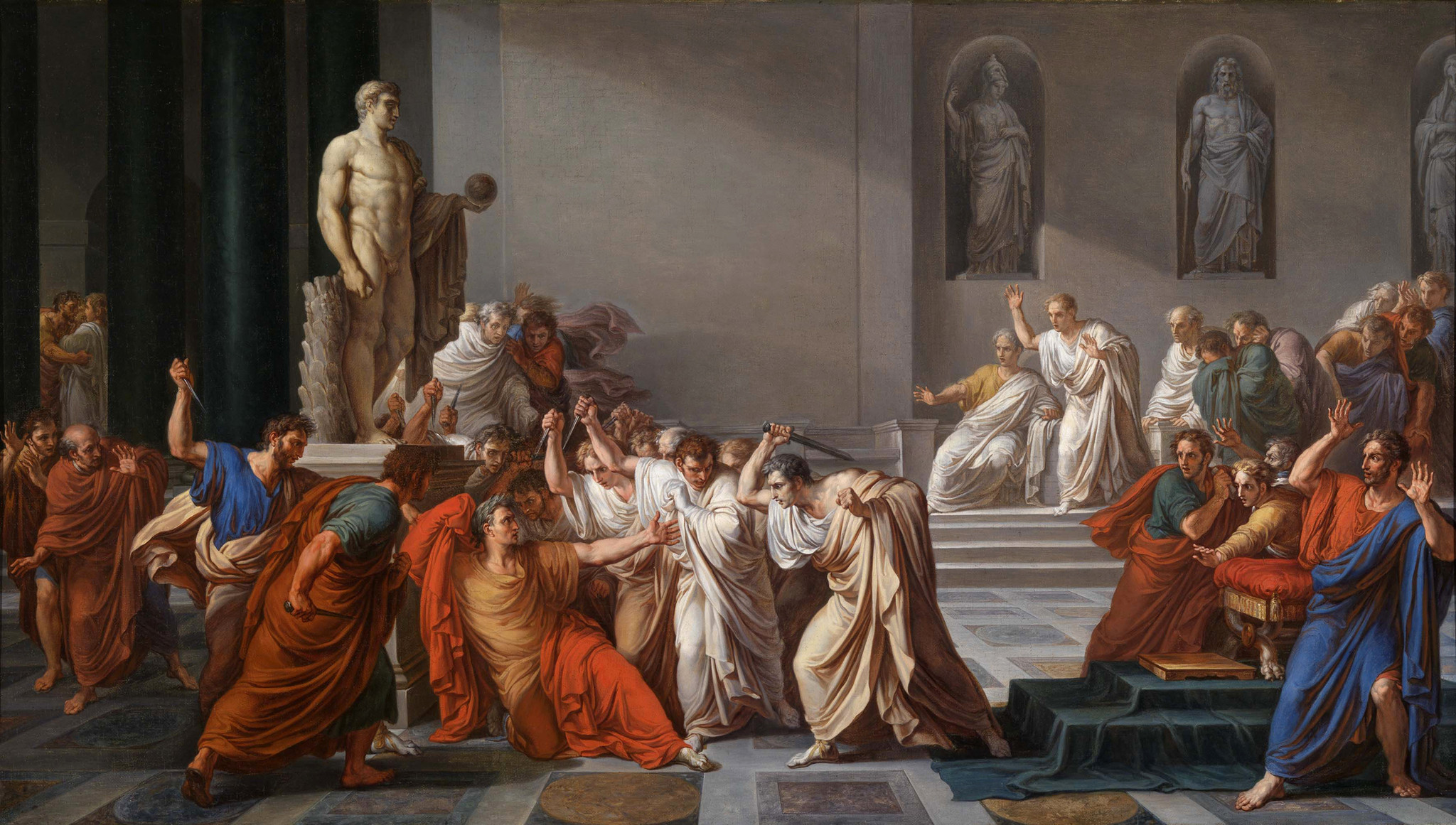
Vincenzo Camuccini, Morte deJúlio César, 1798

Pouco se sabe sobre a infância e a juventude de Caio Cássio. Ele foi casado com Júnia Tércia, a filha de Servília Cepião e meio-irmã de Bruto, com quem ele teve um filho.
Ele estudou filosofia em Rodes com o mestre Arquelau e se tornou fluente em grego. Seu primeiro emprego foi como questor sob as ordens de Marco Licínio Crasso em 53 a.C., e provou ter aptidão para os assuntos militares.
Ele viajou com Crasso para a província da Síria e tentou dissuadi-lo de atacar os partas, sugerindo que eles mantinham uma base no Eufrates. Crasso ignorou Cássio e conduziu o exército para a batalha em Carras (atual Harã), durante a qual ele também ignorou os planos de Cássio para fortalecer a linha romana. A conseqüência foi uma derrota. Cássio conseguiu salvar o que restou do exército com a ajuda do legado de Crasso, Caio Octávio. O exército então tentou fazer de Cássio seu novo comandante, mas ele recusou em lealdade a Crasso. Crasso foi morto por guias em uma emboscada durante a retirada de Carras, mas Cássio conseguiu escapar com quinhentos homens da cavalaria e se juntou às legiões mais uma vez.

## Proquestor e tribuno da plebe
Durante os dois anos que se seguiram, Cássio governou a província da Síria como proquestor, defendendo a fronteira contra as incursões partianas até a chegada do novo procônsul. A última incursão resultou na morte do comandante parta Osaces e separou as tropas partianas. Marco Túlio Cícero, quando foi governador da Cilícia, enviou a Cássio uma mensagem de congratulação pela vitória.
No seu retorno a Roma, dois anos depois, a eclosão da guerra civil entre César e Gneu Pompeu Magno evitou que Cássio fosse levado a julgamento, por seus inimigos, por extorsão na Síria.
Cássio foi eleito tribuno da plebe em 49 a.C. e compartilhou sua sorte com os Optimates, fugindo da Itália quando César cruzou o rio Rubicão. Ele encontrou Pompeu na Grécia e se tornou comandante de sua armada.
Em 48 a.C., Cássio navegou com seus navios em direção à Sicília, onde ele atacou e incendiou uma grande parte da marinha de César. Ele continuou então a atacar navios ao longo da costa italiana. As notícias da derrota de Pompeu na Batalha de Farsália obrigou Cássio a se dirigir para o Helesponto, na esperança de se aliar ao rei Fárnaces. Cássio foi interceptado por César em sua rota e foi forçado a se render incondicionalmente.

## Pretor eliberator

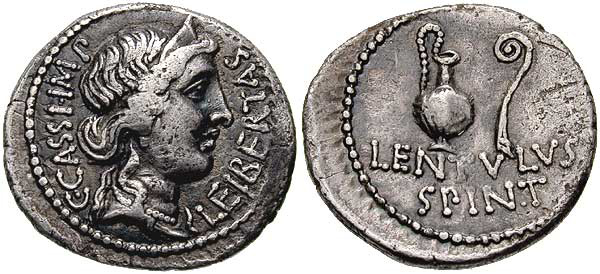
Denário com a figura de Cássio

César fez de Cássio um legado, utilizando-o na guerra alexandrina contra o mesmo Fárnaces a quem ele esperava se unir. Contudo, Cássio se recusou a se unir na luta contra Catão e Cipião na África, preferindo retornar a Roma. Ficou os próximos dois anos desempregado e aparentemente estreitou seus laços de amizade com Cícero.
Em 44 a.C. ele se tornou pretor peregrino (praetor peregrinus) com a promessa da província da Síria para o ano seguinte. A indicação de seu subalterno, Marco Júnio Bruto, como pretor urbano (praetor urbanus) o ofendeu profundamente e aprofundou ainda mais o ódio e o ressentimento que Cássio sentia pelo ditador. César, apesar de oficialmente ter perdoado Cássio , parece ter desconfiado dele.
Ele foi um dos maiores conspiradores contra César, sendo o chefe dos assassinos que causaram a sua morte. Nos idos de Março, de 44 a.C., Cássio instigou seus parceiros assassinos e golpeou César no rosto. Ele e seus parceiros conspiradores referiam-se a si mesmos como "libertadores" (liberatores). A comemoração teve um período curto, quando Marco Antônio chegou ao poder e dirigiu a opinião pública contra eles.
Em abril, Cássio fugiu de Roma para a zona rural na esperança que Marco Antônio pudesse ser deposto. Em junho, o Senado nomeou Cássio para a província de Cirene a fim de dar-lhe a oportunidade de deixar a Itália enquanto ele ainda possuísse o cargo de pretor. Cássio se recusou a ser enviado para uma província tão pequena e renunciou a seu cargo, declarando que preferia viver no exílio a se submeter às ordens de Marco Antônio.

## Governador da Síria

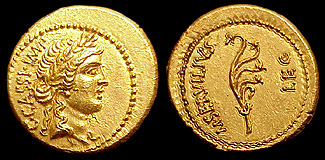
Áureo com a figura de Cássio

Ele partiu para a província da Síria, para onde anteriormente havia sido nomeado, mas que agora tinha sido destinada a Públio Cornélio Dolabela por ordem de Marco Antônio, na esperança de assumir seu controle antes da chegada de Dolabela. Sua reputação no Oriente tornou fácil a formação de um exército junto a outros governantes da região e em 43 a.C. ele estava pronto para enfrentar Dolabela com doze legiões.
Neste momento o senado rompeu com Marco Antônio e confirmou Cássio como governador da província. Dolabela atacou, mas foi traído por seus aliados, levando-o a cometer suicídio. Cássio tinha agora a segurança necessária para marchar em direção à província do Egito, mas devido à formação do triunvirato, Bruto pediu a sua ajuda. Cássio rapidamente juntou-se a Bruto em Esmirna com a maior parte de seu exército, deixando o seu sobrinho para governar a Síria.
Os conspiradores decidiram atacar os aliados do triunvirato na Ásia. Cássio atacou e saqueou Rodes, enquanto Bruto fez o mesmo na Lícia. Eles se reagruparam no ano seguinte em Sardes, onde seus exércitos os proclamaram imperadores. Cruzaram o Helesponto, marcharam através da Trácia e acamparam próximo a Filipos, na Macedônia. Otaviano (mais tarde conhecido por Augusto) e Marco Antônio logo chegaram e iniciou-se uma batalha.
Bruto obteve sucesso contra Otaviano. Cássio, contudo, foi derrotado por Marco Antônio. Sem saber da vitória de Bruto, deu tudo por perdido e ordenou a seu liberto Píndaro que o matasse. Bruto se referiu a ele como sendo "o último dos romanos" e o enterrou em Tasos.